# 시치켄자야역
시치켄자야역(일본어: 七軒茶屋駅 しちけんぢゃやえき[*])은 일본 히로시마현 히로시마시 아사미나미구에 위치한 서일본 여객철도 가베 선의 철도역이다. 단선 승강장 1면 1선의 구조를 갖춘 지상역이다.

## 이용 현황
| 연도     | 1일 평균 승차 | 연도별 총수 | 정기권  | 보통권  |
| 1968년도 | 351.7         | 256,758     | 210,048 | 46,710  |
| 1969년도 | 348.0         | 254,004     | 206,716 | 47,288  |
| 1970년도 | 338.1         | 246,839     | 207,776 | 39,063  |
| 1971년도 | 319.4         | 233,766     | 197,710 | 36,056  |
| 1972년도 | 296.4         | 216,355     | 178,656 | 37,699  |
| 1973년도 | 406.4         | 296,636     | 220,432 | 76,204  |
| 1974년도 | 455.7         | 332,696     | 244,224 | 88,472  |
| 1975년도 | 456.3         | 334,035     | 227,290 | 106,745 |
| 1976년도 | 449.9         | 328,395     | 215,040 | 113,355 |
| 1977년도 | 451.1         | 329,308     | 221,698 | 107,610 |
| 1978년도 | 447.1         | 326,359     | 227,356 | 99,003  |
| 1979년도 | 416           |             |         |         |
| 1980년도 | 374           |             |         |         |
| 1981년도 | 349           |             |         |         |
| 1982년도 | 351           |             |         |         |
| 1983년도 | 355           |             |         |         |
| 1984년도 | 358           |             |         |         |
| 1985년도 | 355           |             |         |         |
| 1986년도 | 360           |             |         |         |
| 1987년도 | 425           |             |         |         |
| 1988년도 | 510           |             |         |         |
| 1989년도 | 458           |             |         |         |
| 1990년도 | 487           |             |         |         |
| 1991년도 | 516           |             |         |         |
| 1992년도 | 530           |             |         |         |
| 1993년도 | 539           |             |         |         |
| 1994년도 | 570           |             |         |         |
| 1995년도 | 576           |             |         |         |
| 1996년도 | 605           |             |         |         |
| 1997년도 | 602           |             |         |         |
| 1998년도 | 577           |             |         |         |
| 1999년도 | 583           |             |         |         |
| 2000년도 | 582           |             |         |         |
| 2001년도 | 578           |             |         |         |
| 2002년도 | 572           |             |         |         |
| 2003년도 | 569           |             |         |         |
| 2004년도 | 590           |             |         |         |
| 2005년도 | 587           |             |         |         |
| 2006년도 | 603           |             |         |         |
| 2007년도 | 678           |             |         |         |
| 2008년도 | 716           |             |         |         |
| 2009년도 | 712           |             |         |         |
| 2010년도 | 683           |             |         |         |
| 2011년도 | 715           |             |         |         |
| 2012년도 | 761           |             |         |         |
| -------- | ------------- | ----------- | ------- | ------- |

## 역 주변
- 국도 제54호선
- 아사미나미구청 사도 출장소

## 역사
- 1910년 12월 25일 : 다이닛폰 궤도 히로시마 지사선 후루이치바시 - 오타가와바시 간 연신에 의해 개업. 여객역.
- 1919년 3월 11일 : 다이닛폰 궤도 히로시마 지사선이 가베 궤도로 양도되어, 가베 궤도의 역이 된다.
- 1926년 5월 1일 : 가베 궤도가 히로시마 전기에 합병되어, 이 회사의 역이 된다.
- 1931년 7월 1일 : 히로시마 전기선이 고하마 철도로 양도되어, 이 회사의 역이 된다.
- 1936년 9월 1일 : 고하마 철도 국유화, 일본국유철도 가베 선의 역이 된다.
- 1987년 4월 1일 : 일본국유철도 분할 민영화에 의해, 서일본 여객철도가 승계.
- 2007년
  - 7월 29일 : ICOCA 대응 간이형 자동 개찰기 설치.
  - 9월 1일 : ICOCA 도입.
- 2008년 3월 15일 : 히로시마 방향으로 역사를 100m 정도 이설, 사용 개시. 무인역으로 한다.
- 2014년 8월 20일 : 2014년 호우로 인해 히로시마시에 토사재해가 발생(2014년 히로시마현 산사태). 미도리이 역 - 가베 역 간에 8월 31일에 운전 중지.

## 인접 역
| 서일본 여객철도 가베 선 | 서일본 여객철도 가베 선 | 서일본 여객철도 가베 선 |
| ----------------------- | ----------------------- | ----------------------- |
| 미도리이 요코가와 방면  | ■ 가베 선               | 바이린 가베 방면        |